# Бжезін
Бжезін (пол. Brzezin) — село в Польщі, у гміні Пижиці Пижицького повіту Західнопоморського воєводства.
Населення — 191 особа (2011).
У 1975-1998 роках село належало до Щецинського воєводства.

## Демографія
Демографічна структура станом на 31 березня 2011 року:
|          | Загалом | Допрацездатний вік | Працездатний вік | Постпрацездатний вік |
| -------- | ------- | ------------------ | ---------------- | -------------------- |
| Чоловіки | 98      | 14                 | 78               | 6                    |
| Жінки    | 93      | 15                 | 60               | 18                   |
| Разом    | 191     | 29                 | 138              | 24                   |